# Coccinella fulgida
Coccinella fulgida är en skalbaggsart som beskrevs av Watson 1954. Coccinella fulgida ingår i släktet Coccinella och familjen nyckelpigor. Inga underarter finns listade i Catalogue of Life.